# Lijst van gemeentelijke monumenten in Velp (Noord-Brabant)
De plaats Velp kent 18 gemeentelijke monumenten. Hieronder een overzicht.
| Object                                                         | Bouwjaar   | Architect   | Locatie                   | Coördinaten                   | Nr.         | Afbeelding                                                     |
| -------------------------------------------------------------- | ---------- | ----------- | ------------------------- | ----------------------------- | ----------- | -------------------------------------------------------------- |
| Kortgevelboerderij Basiliushoeve                               | XIXA       |             | Basilius van Bruggelaan 1 | 51° 45' 41" NB, 5° 43' 5" OL  | 0786/GRA67  | Kortgevelboerderij Basiliushoeve                               |
| Woonhuis                                                       | circa 1920 |             | Bosschebaan 17            | 51° 44' 38" NB, 5° 42' 27" OL | 0786/GRA68  | Woonhuis                                                       |
| Vrijstaande woning, voormalig gemeentehuis                     | 1886       |             | Bronkhorstweg 11          | 51° 45' 38" NB, 5° 43' 15" OL | 0786/GRA69  | Vrijstaande woning, voormalig gemeentehuis                     |
| 2^1 kap woonboerderij                                          | 1862       |             | Bronkhorstweg 17-17A      | 51° 45' 39" NB, 5° 43' 11" OL | 0786/GRA70  | 2^1 kap woonboerderij                                          |
| Dubbel woonhuis                                                | XIX d      |             | Bronkhorstweg 23-25       | 51° 45' 42" NB, 5° 42' 59" OL | 0786/GRA71  | Dubbel woonhuis                                                |
| Vrijstaande woning                                             | circa 1930 |             | Bronkhorstweg 29          | 51° 45' 42" NB, 5° 42' 55" OL | 0786/GRA72  | Vrijstaande woning                                             |
| Vrijstaande woning                                             | XVIII;XIX  |             | Bronkhorstweg 30          | 51° 45' 37" NB, 5° 43' 13" OL | 0786/GRA73  | Vrijstaande woning                                             |
| Heilig Hartbeeld                                               | 1927       | Custers, J. | Bronkhorstweg ong.        | 51° 45' 42" NB, 5° 42' 56" OL | 0786/GRA74  | Heilig Hartbeeld                                               |
| Melkveebedrijf met woning: Krukhuisboerderij                   | XVIII;XIX  |             | Grippensteinschestraat 2  | 51° 45' 21" NB, 5° 43' 8" OL  | 0786/GRA109 | Melkveebedrijf met woning: Krukhuisboerderij                   |
| Vrijstaande woonboerderij                                      |            |             | Grippensteinschestraat 4  | 51° 45' 13" NB, 5° 43' 3" OL  | 0786/GRA110 | Vrijstaande woonboerderij                                      |
| Akkerbouwbedrijf met woning: Langgevelboerderij Huize Houtkamp | circa 1930 |             | Oude Maasdijk 2           | 51° 45' 39" NB, 5° 42' 1" OL  | 0786/GRA75  | Akkerbouwbedrijf met woning: Langgevelboerderij Huize Houtkamp |
| Vrijstaande woonboerderij                                      |            |             | Pannestaartweg 2          | 51° 45' 38" NB, 5° 42' 50" OL | 0786/GRA76  | Vrijstaande woonboerderij                                      |
| Vrijstaande woning                                             | circa 1920 |             | Pastoriestraat 17         | 51° 45' 32" NB, 5° 42' 55" OL | 0786/GRA77  | Vrijstaande woning                                             |
| Wegkruis                                                       | circa 1930 |             | Pastoriestraat ong.       | 51° 45' 23" NB, 5° 43' 10" OL | 0786/GRA78  | Wegkruis                                                       |
| Vrijstaande Langgevelboerderij                                 | XIX d      |             | Tolschestraat 47          | 51° 45' 4" NB, 5° 42' 56" OL  | 0786/GRA79  | Vrijstaande Langgevelboerderij                                 |
| Kortgevelboerderij                                             | circa 1910 |             | Voskeschestraat 5-7       | 51° 44' 19" NB, 5° 43' 10" OL | 0786/GRA111 | Kortgevelboerderij                                             |
| Veehouderij runderen + woning                                  |            |             | Wolfgatschestraat 1       | 51° 45' 26" NB, 5° 42' 50" OL | 0786/GRA112 | Veehouderij runderen + woning                                  |
| Vrijstaande T-boerderij                                        | circa 1915 |             | Wolfgatschestraat 8       | 51° 45' 24" NB, 5° 42' 53" OL | 0786/GRA80  | Vrijstaande T-boerderij                                        |